# كلود هولغيت
كلود هولغيت (بالإنجليزية: Claude Holgate)‏ هو مصارع رياضي أمريكي، ولد في 22 أبريل 1872 في إيرفينغتون ‏ في الولايات المتحدة، وتوفي في 29 مارس 1937 في نيوآرك في الولايات المتحدة.

## وصلات خارجية
- كلود هولغيت على موقع أوليمبيديا (الإنجليزية)